# Грег Айон
Грегорі Стюарт Айон (англ. Gregory Stewart Ion, нар. 12 березня 1963, Ванкувер) — канадський футболіст, що грав на позиції півзахисника. Відомий за виступами в клубах Північноамериканської футбольної ліги «Портланд Тімберс», «Монреаль Манік» та «Талса Рафнекс», а також у складі національної збірноїу Канади.

## Клубна кар'єра
Грег Айон народився у 1963 році у Ванкувері в сім'ї відомого в минулому канадського футболіста Горді Айона. У професійному футболі дебютував 1982 року в складі команди Північноамериканської футбольної ліги «Портланд Тімберс», в якій того року взяв участь у 9 матчах чемпіонату. Наступного року Айон грав у складі іншої команди ліги «Монреаль Манік». У 1984 році футболіст грав у складі команди Північноамериканської футбольної ліги «Талса Рафнекс». Після розформування ліги Айон грав у командах з індор соккеру «Лос-Анджелес Лейзерс», «Міннесота Страйкерс» та «Чикаго Стінг». У 1988 році Грег Айон став гравцем команди Канадської футбольної ліги «Ванкувер Вайткепс», у складі якої в цьому став переможцем ліги, повторив цей успіх у складі ванкуверської команди в 1990 році. Паралельно в 1988—1990 роках грав у складі команди з індор соккеру «Канзас-Сіті Кометс», а в 1990—1992 роках у складі команди з індор соккеру «Такома Старз». У 1992 році Грег Айон завершив виступи на футбольних полях.

## Виступи за збірну
У 1983 році Грег Айон дебютував у складі національної збірної Канади. У складі збірної був учасником чемпіонату світу 1986 року у Мексиці, на якому він зіграв лише в 1 матчі проти збірної Угорщини. У складі збірної грав до 1988 року, загалом протягом кар'єри у національній команді провів у її формі 6 матчів.